# کلبر پیو
کلبر پیو (فرانسوی: Kléber Piot‎; ۲۰ اکتبر ۱۹۲۰ – ۵ ژانویهٔ ۱۹۹۰) دوچرخه‌سوار اهل فرانسه بود.